# Удружење историчара Зрењанин Експлоратива — Зрекспло
Зрењанин Експлоратива — Зрекспло је удружење историчара из Зрењанина које се бави проучавањем и промоцијом историје и културе града Зрењанина, Баната и Србије. Удружење је основано у Зрењанину 10. септембра 2013. године.

## Оснивање
Још током студија на Филозофском факултету у Новом Саду група историчара из Зрењанина је остварила контакте и заједно учествовала у раду везаном за истраживање Меморијалног јеврејског гробља у Зрењанину. Након завршених студија и повратка у Зрењанин Филип Крчмар, Синиша Оњин, Александар Радловачки и Александар Стефанов одлучују да оснују удружење које ће за циљ имати промовисање културног историјског наслеђа града Зрењанина, кроз разне изложбе, емисије, новинских чланака, књига, трибина и предавања.

## Досадашњи рад
Од свог оснивања чланови удружења Зрекспло поред самосталног рада, сарађивали су и са Историјским архивом Зрењанин, Културним центром Зрењанин и Музејом Војводине и са њима реализовали више изложби, трибина и предавања.
- Зрењанинска интернет енциклопедија — Зрикипедија[4][5]
- Изложба: Отишло нетрагом: Изгубљено градитељско наслеђе града Зрењанина[6]
- Изложба: Антифашистичка традиција у Зрењанину[7][8]